# Distretto di Idukki
Il distretto di Idukki è uno dei distretti collinari dello stato indiano del Kerala; il suo capoluogo è Painavu ma gli uffici distrettuali sono in realtà situati ad alcuni chilometri di distanza in piena foresta, in una località nota col nome di Kuyilimala.

## Geografia fisica

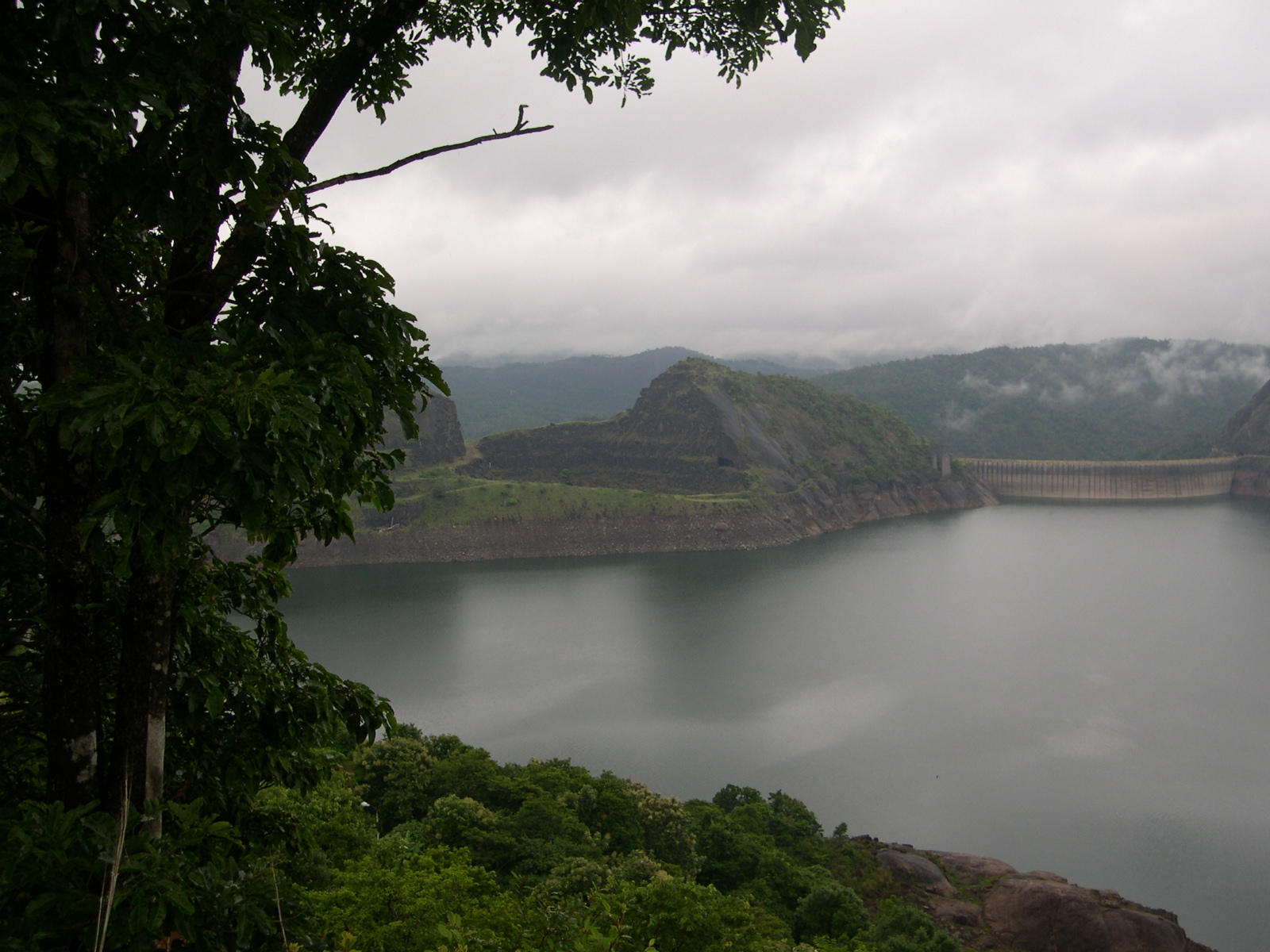
La diga di Idukki, sul fiume Periyar

Il distretto di Idukki ha un'area di 5105,22 km², ed è il secondo distretto del Kerala per estensione. Montagne e foreste coprono circa il 97% del suo territorio; i distretti confinanti sono Pathanamthitta a sud, Kottayam al sud-est, Ernakulam a nord-est e Thrissur a nord. I confinanti distretti di Coimbature, Dindigul e Theni appartengono invece al Tamil Nadu.
L'Anamudi, coi suoi 2695 metri s.l.m., è la vetta più alta dell'India del sud, seconda solo alle cime dell'Himalaya; ben 13 altre vette nel distretto superano i 2000 metri di altezza. Il Periyar, Thodupuzhayar e Thalayar sono i fiumi più importanti del distretto.

## Storia

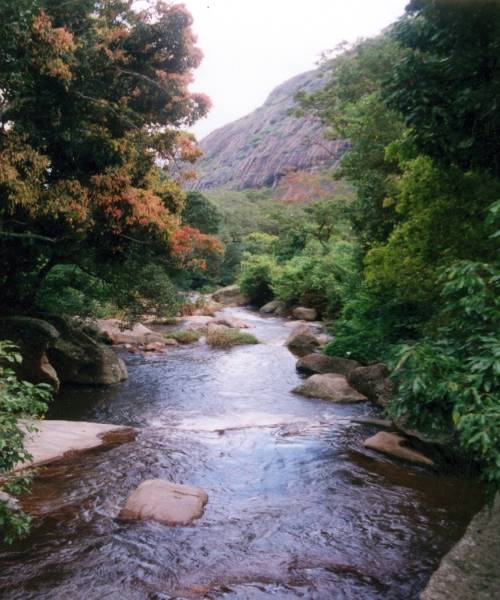
Un torrente nelle foreste del Marayoon, nel sud-ovest del distretto.

Le alte e fertili catene montuose dell'Idukki attirarono nell'Ottocento un discreto numero di coltivatori scozzesi, i quali edificarono nei pressi di Munnar alcuni bungalow, famosi tuttora per la loro bellezza architettonica; tra questi, il più notevole è la Ladbroke House. Circa un secolo fa, Munnar era collegata alle regioni interne del Tamil Nadu attraverso una ferrovia; successivamente, le forti piogge torrenziali del 1924 distrussero gran parte di questa linea, che non fu più ricostruita. La fabbrica di tè conserva ancora una ruota di una delle locomotive.

La diga di Idukki è la più grande diga ad arco dell'India, costruita per l'Idukki Hydro Electric Power Project nel 1969, con la cooperazione del governo canadese. Qui vi ha sede una centrale idroelettrica, che produce corrente elettrica per circa il 50% dello stato del Kerala.

Il distretto fu istituito il 26 gennaio 1977, dal taluk di Thodupuzha, in precedenza appartenente al distretto di Ernakulam.

## Popolazione
Idukki nel 2001 aveva una popolazione di 1 129 221 abitanti. La lingua più diffusa è il Malayalam, cui seguono piccolissime minoranze di Tamil; l'Inglese è poco diffuso, sebbene gran parte della popolazione sia in grado di capirlo.

## Aree protette
Il distretto possiede un gran numero di aree protette: tra queste vi sono la Periyar Tiger Reserve, a sud, il Kurinjimala Sanctuary ad est, il Wildlife Sanctuary a nord-est, il Eravikulam National Park e il Anamudi Shola National Park a nord, il Pampadum Shola National Park a sud e il Thattekkad Bird Sanctuary ad ovest. Questi parchi e riserve sono state create con lo scopo specifico di salvaguardare dei particolari endemismi vegetali e animali, più altre specie in via di estinzione, come la Tigre, la Scoiattolo gigante e l'Elefante indiano.,.
Idukki è conosciuta nel settore del turismo nazionale per essere una tranquilla e rilassante località di montagna, dove è possibile prendere parte ad escursioni nelle sue grandi foreste. Nella parte più occidentale del distretto, la giungla lascia invece il posto alle coltivazioni del tè.